# Kanton Le Châtelet-en-Brie
Kanton Le Châtelet-en-Brie (fr. Canton du Châtelet-en-Brie) byl francouzský kanton v departementu Seine-et-Marne v regionu Île-de-France. Tvořilo ho 13 obcí. Zrušen byl po reformě kantonů 2014.

## Obce kantonu
- Blandy
- Chartrettes
- Le Châtelet-en-Brie
- Châtillon-la-Borde
- Échouboulains
- Les Écrennes
- Féricy
- Fontaine-le-Port
- Machault
- Moisenay
- Pamfou
- Sivry-Courtry
- Valence-en-Brie